# Лепиота каштановая
Лепиота каштановая (лат. Lepiota castanea) — ядовитый гриб семейства Шампиньоновые (Agaricaceae).

## Названия и таксономия
Научные синонимы:
- Lepiota ignipes Locq., 1945[1]

Другие русские названия: зонтик каштановый.
Вид впервые описан в 1880 г. французским микологом Люсьеном Келе.
Родовое наименование гриба Lepiota происходит от др.-греч. λεπίς (lepis), чешуя; видовой эпитет castanea — от лат. castaneus, каштановый.

## Описание
Шляпка 2—4 см ∅ ; у молодых грибов — узкоколокольчатая, почти яйцевидная, жёлто- или красновато-коричневая, каштановая; у зрелых грибов — выпукло-распростёртая или плоская, растрескавшаяся на небольшие каштановые войлочные чешуйки поверх светлой, беловатой кожицы; середина шляпки остаётся тёмной, с небольшим тупым бугорком.
Пластинки свободные, частые, выемчатые, тонкие, белые, позднее желтоватые, палевые.
Ножка 2—5 х 0,2—0,5 см, цилиндрическая, слегка расширенная в основании, полая, одноцветная со шляпкой, над кольцом гладкая, ниже с коричневыми волокнами и желтовато-коричневым чешуйчатым налетом, опушенная в основании. Кольцо — узкое, светлое, хрупкое; быстро исчезает.
Мякоть светлая, в ножке — красноватая или буроватая, мягкая, ломкая, с сильным неприятным запахом.
Споровый порошок белый или беловато-кремовый.

### Микроморфология
Споры 9—13 х 3,5—5 мкм, гиалиновые, эллипсоидальные, бомбовидные, с латеральным апикулюсом.

## Экология и распространение
Встречается с начала июля до начала сентября (по другим данным — весной, в апреле—мае, и осенью, в октябре—ноябре) в лиственных и смешанных лесах, в садах, около дорог, вдоль лесных канав, на почве, небольшими группами, не часто. Растёт на юге северной умеренной зоне, включая Европейскую часть РФ, Западную и Восточную Сибирь.

## Съедобность
Смертельно-ядовитый гриб, содержит аматоксины.

## Сходные виды
Обладает сходством с другими несъедобными и ядовитыми видами лепиот, например, с лепиотой коричнево-красной.